# Zyklonsaison im Nordindik 2011
Die Zyklonsaison im Nordindik 2011 hat keine offiziellen Grenzen wie in anderen Becken üblich, sondern läuft das ganze Jahr hindurch. Die tropischen Wirbelstürme bilden sich allerdings in diesem Becken in der Regel zwischen April und Dezember, wobei die Monate vor und nach der Monsunsaison, also April/Mai und Oktober/November die aktivsten sind. Einen tropischen Wirbelsturm im Indischen Ozean bezeichnet man als Zyklon.
Das zuständige Regional Specialized Meteorological Centre (RSMC) ist das India Meteorological Department in Neu-Delhi. Dieses vergibt für diejenigen tropischen Wirbelstürme, die mindestens den Status eines Zyklons erreichen, einen Namen. Tiefdruckgebiete (je nach Windgeschwindigkeit depressions oder deep depressions) werden fortlaufend nummeriert, wobei die Buchstabenkombination BOB anzeigt, dass sich das System im Golf von Bengalen bildete. Die Buchstaben ARB stehen sinngemäß für das Arabische Meer.
Durch das Joint Typhoon Warning Center (JTWC) in Honolulu werden für die US-amerikanischen Einrichtungen im Indischen Ozean eigenständige Warnungen und Prognosen ausgegeben. Durch das JTWC erfolgt die Einstufung nach der Saffir-Simpson-Hurrikan-Windskala. Das RSMC wendet für die Einstufung eigene Kriterien an, denen unter anderem die Messung der andauernden Windgeschwindigkeit auf Basis einer dreiminütigen Beobachtung zugrunde liegt.

## Sturmnamen
Tropische Wirbelstürme im Indischen Ozean werden durch das RSMC des India Meteorological Department benannt. Die Namen werden jeweils nur einmal verwendet, es werden also keine Namen verheerender Stürme nach Ende der Saison von der Liste der Namen tropischer Wirbelstürme gestrichen. Die folgenden Namen wurden für benannte Stürme benutzt:
Keila,  Thane

## Stürme

### Depression BOB 01
Am 2. Februar klassifizierte das India Meteorological Department (IMD) ein Tiefdruckgebiet, das etwa 100 km südöstlich von Pottuvil, Sri Lanka lag, als tropische Depression BOB 01. Die Konvektion innerhalb des Systems nahm zu, während das System in Richtung Land driftete. Früh am nächsten Tag stufte das IMD das System in ein Resttief zurück, weil die Nähe zum Land eine Abschwächung verursachte.
Nach schweren Überschwemmungen in Sri Lanka im Dezember 2010 und Januar 2011 führte das tropische System weitere umfangreiche Niederschläge auf die Insel. Mindestens sechs Personen wurden durch Überflutungen getötet, weitere fünf wurden vermisst. Mehr als 250.000 Bewohner Sri Lankas waren von den Auswirkungen des Systems betroffen.

### Depression ARB 01 (01A)
Anfang Juni bildete sich über dem Arabischen Meer ein Tiefdruckgebiet. Dieses blieb fast stationär und wurde stärker. Am 11. Juni klassifizierte das India Meteorological Department (IMD) das Tiefdruckgebiet als tropische Depression und vergab die Bezeichnung ARB 01. Am selben Tag wurde das System durch das Joint Typhoon Warning Center (JTWC) als Tropischer Zyklon 01A eingestuft. Zu dem Zeitpunkt befand sich das Zentrum etwa 180 km nordwestlich von Mumbai und 150 km südöstlich von Veraval, Gujarat. Am 12. Juni überquerte das System die Küste von Saurashtra etwa 25 km östlich von Diu. Es schwächte sich zu einem gut erkennbaren Tiefdruckgebiet ab (well-marked low pressure area), sodass das IMD die Warnungen zu dem System einstellte. Auch das JTWC gab keine weiteren Warnungen mehr aus.

### Deep Depression BOB 02
Am 16. Juni stufte das India Meteorological Department (IMD) ein Gebiet mit einem Tiefdruckgebiet bei l21°30' N und 89°00' O, etwa 150 km südöstlich von Kolkata, zu einer Depression hoch, der zweiten in der Zyklonsaison 2011 im Golf von Bengalen (BOB 02).
Im Tagesverlauf intensivierte sich das System zu einer Deep Depression. Es zog über die Küste von Westbengalen, etwa 100 km östlich von Sagar Island. Am selben Tag um 19:00 Uhr UTC gab das Joint Typhoon Warning Center (JTWC) einen Tropical Cyclone Formation Alert (TCFA) aus. Das System driftete weiter landeinwärts und am nächsten Tag hob das JTWC seinen TCFA auf. Das System schwächte sich am 18. Juni, über Jharkhand liegend, zu einer Depression ab.

### Land Depression 01
Als die Madden-Julian-Oszillation in ihre fünfte Phase eintrat, wurden die Bedingungen im Golf von Bengalen für eine tropische Zyklogenese günstig. Diese Bedingungen und ein zyklonischer Vortex in der oberen Troposphäre führten am 21. Juli zur Bildung eines Tiefdruckgebietes über Westbengalen, etwa 50 km südöstlich von Daltonganj. Am nächsten Tag meldete das IMD, dass sich das System in die erste tropische Depression der Saison entwickelt hatte, dessen Bildung über Land erfolgte. Die dreiminütigen andauernden Windgeschwindigkeiten wurden mit 35 km/h festgestellt. Im Tagesverlauf zog das System unter Einfluss einer Monsunrinne nach Nordwesten und schwächte sich früh am 23. Juli in ein Tiefdruckgebiet ab.
Das System sorgte in den Bundesstaaten Madhya Pradesh, Rajasthan, Gujarat, Chhattisgarh und Vidarbha zwar verbreitet für heftigen Regen, doch wurden keine Schäden gemeldet.

### Depression BOB 03
Spät am 20. September entwickelte sich etwa 370 km südlich von Chittagong, Bangladesch ein Tiefdruckgebiet. Unter Einfluss starker vertikaler Windscherung und der Monsunaktivität im Golf von Bengalen konnte sich das System zunächst nicht verstärken, und das JTWC meldete später, es habe sich aufgelöst. Allerdings klassifizierte am 22. September das IMD das System als Depression BOB 03 und nahm die Ausgabe von Sturmwarnungen auf. Spät an diesem Tag driftete BOB 03 nordwestwärts auf die Küste zu und gelangte bei Balasore im Norden des Bundesstaates Orissa über Land. Die Depression zog zunächst weiter nordwestwärts, verblieb dann jedoch über Jharkhand quasi stationär. Am Abend des 23. September stellte das IMD in seinem letzten Bulletin zu BOB 03 fest, dass sich die Depression in ein starkes Resttiefdruckgebiet abgeschwächt hat.
Nach dem Landfall führten starke Niederschläge zum zweiten Mal innerhalb von zwei Wochen im Einzugsgebiet der Flüsse Bramhani und Baitarani zu Hochwassergefahr. Am Abend des 22. Septembers mussten 90 Dörfer in Jajpur geräumt werden, weil letzterer stark angeschwollen war.

### Zyklonischer Sturm Keila (03A)
Unter Einfluss eines Tiefdrucktroges etwa eintausend Kilometer östlich von Mogadischu entwickelte sich Ende Oktober ein Tiefdruckgebiet, das sich intensivierte und am 29. Oktober vom RSMC in Neu-Delhi als Depression ARB 02 klassifiziert wurde. Das System wanderte zunächst westwärts in Richtung Golf von Aden, schlug am 30. Oktober jedoch vorübergehend eine fast nordnordwestliche Zugbahn ein, bis es am Nachmittag des 31. Oktober wieder auf eine westliche Zugrichtung zurückkehrte. Am 1. November intensivierte sich das System in eine Deep Depression und einen Tag später in einen zyklonischen Sturm. Dieser erhielt vom RSMC in Neu-Delhi den Namen Keila. Zunächst war ein Landfall im Bereich der Grenze zwischen Jemen und Oman vorausgesagt worden, doch der Sturm bewegte sich nur sehr langsam und zog dann nach Norden.
Der Sturm überquerte unweit von Salala die Küste, und am Abend stufte das RSMC Keila zu einer Deep Depression ab. Einen Tag später schwächte sich das im Küstenbereich mäandrierende System zu einer Depression und dann zu einem Tiefdruckgebiet ab, sodass auch das IMD seine letzte Warnung zu ex-Keila ausgab.
Starkregen führt in Oman zu Sturzfluten, wodurch mindestens 14 Menschen umkamen und 200 weitere verletzt wurden. Überflutungen machten in der omanischen Hauptstadt Maskat am 3. November die Evakuierung eines Krankenhauses erforderlich.

### Deep Depression ARB 03 (04A)
Am 6. November stufte das India Meteorological Department ein Tiefdruckgebiet als Depression ein und wies dem System die Bezeichnung ARB 03 zu. Das Joint Typhoon Warning Center (JTWC) sah am selben Tag um 20:00 Uhr UTC, als sich das System 725 Seemeilen östlich von Kap Guardafui befand, die Voraussetzungen erfüllt, einen Tropical Cyclone Formation Alert auszugeben. Das System wanderte langsam westwärts in Richtung Golf von Aden und organisierte sich. Es wurde am 8. November um 6:00 Uhr UTC zu einer Deep Depression hochgestuft.

### Deep Depression ARB 04 (05A)
Am 26. November um 11:30 Uhr IST stufte das India Meteorological Department (IMD) ein Tiefdruckgebiet nahe der Südspitze Indiens bei Kanyakumari als Depression ein und wies die Bezeichnung ARB 04 zu. Das System wurde am gleichen Tag vom Joint Typhoon Warning Center (JTWC) als Tropischer Sturm 05A klassifiziert. Das System zog zunächst west-nordwestwärts. Es wurde vom IMD am 28. November in eine Deep Depression hochgestuft verlor diesen Status jedoch am nächsten Tag. Das JTWC gab am 30. November seine letzte Warnung zu dem System aus.
Das System verursachte beim Vorbeizug an Sri Lanka und der Südspitze Indiens zahlreiche Schäden. In Sri Lanka hat Starkregen zum Tod von 19 Personen geführt, und 5700 Häuser wurden beschädigt.

### Sehr Schwerer Zyklonischer Sturm Thane (06B)
Das IMD meldete am 25. Dezember die Bildung einer Depression über dem südöstlichen Golf von Bengalen, etwa 1000 km südöstlich von Chennai. Das JTWC klassifizierte das System im Tagesverlauf als tropische Zyklone 06B. Das System wanderte langsam nordwärts und vertiefte sich am 26. Dezember in eine Deep Depression und schlug am 27. Dezember eine nordwestliche und dann eine westliche Richtung ein. Am selben Tag intensivierte sich das System zu einem zyklonischen Sturm und erhielt vom RSMC den Namen Thane. Am 28. Dezember wurde Thane zu einem schweren zyklonischen Sturm aufgestuft und wenige Stunden später erreichte Thane den Status eines sehr schweren zyklonischen Sturmes. Der Sturm zog in dieser Phase fast genau nach Westen und erreichte die Küste von Tamil Nadu zwischen Cuddalore und Puducherry früh am 30. Dezember. Über Land schwächte sich das System rasch ab. Es überquerte die Südspitze Indiens und gelangte am 31. Dezember über das Wasser des Arabischen Meeres, konnte sich jedoch nicht reintensivieren.